# 초등학교

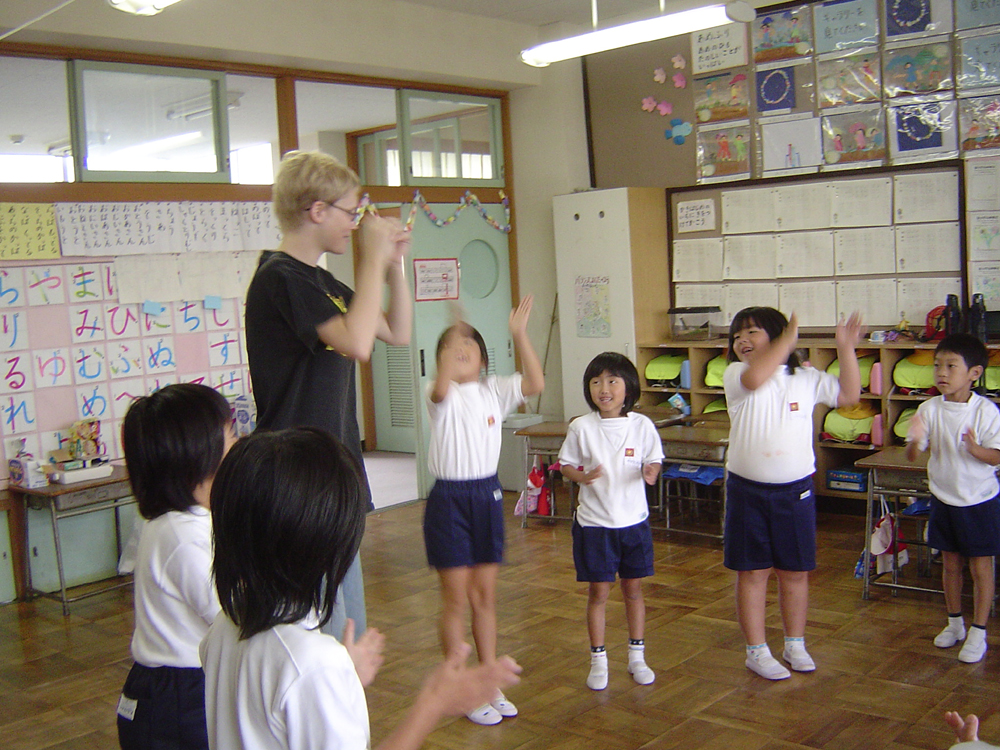
일본의 초등학교 수업

초등학교(初等學校, 문화어: 소학교)는 초등 교육 기관의 하나로, 학령기 아동들에게 기본적인 교육을 실시하기 위한 학교이다. 일반적으로 이후의 학제는 중학교, 고등학교, 대학교 순이다.
영어권에서는 나라마다 초등 교육 기관을 부르는 용어가 다르다. 영국, 호주, 아일랜드, 뉴질랜드에서는 프라이머리 스쿨(primary school)로 호칭하며, 또 호주에서 달리 부르는 표기로 주니어 스쿨(junior school)이 있으며 미국과 캐나다에서는 엘리멘터리 스쿨(elementary school), 그레이드 스쿨(grade school)로 부른다.
한국의 경우 1941년 일본 제국에서 도입된 국민학교(國民學校)라는 이름이 광복 이후로도 계속 사용되다가 1996년 김영삼 정부 당시 일제 잔재 청산 차원에서 서양식 표현인 초등학교로 명칭을 변경한 이래 정식 명칭으로 사용되고 있다.

## 대한민국의 초등학교

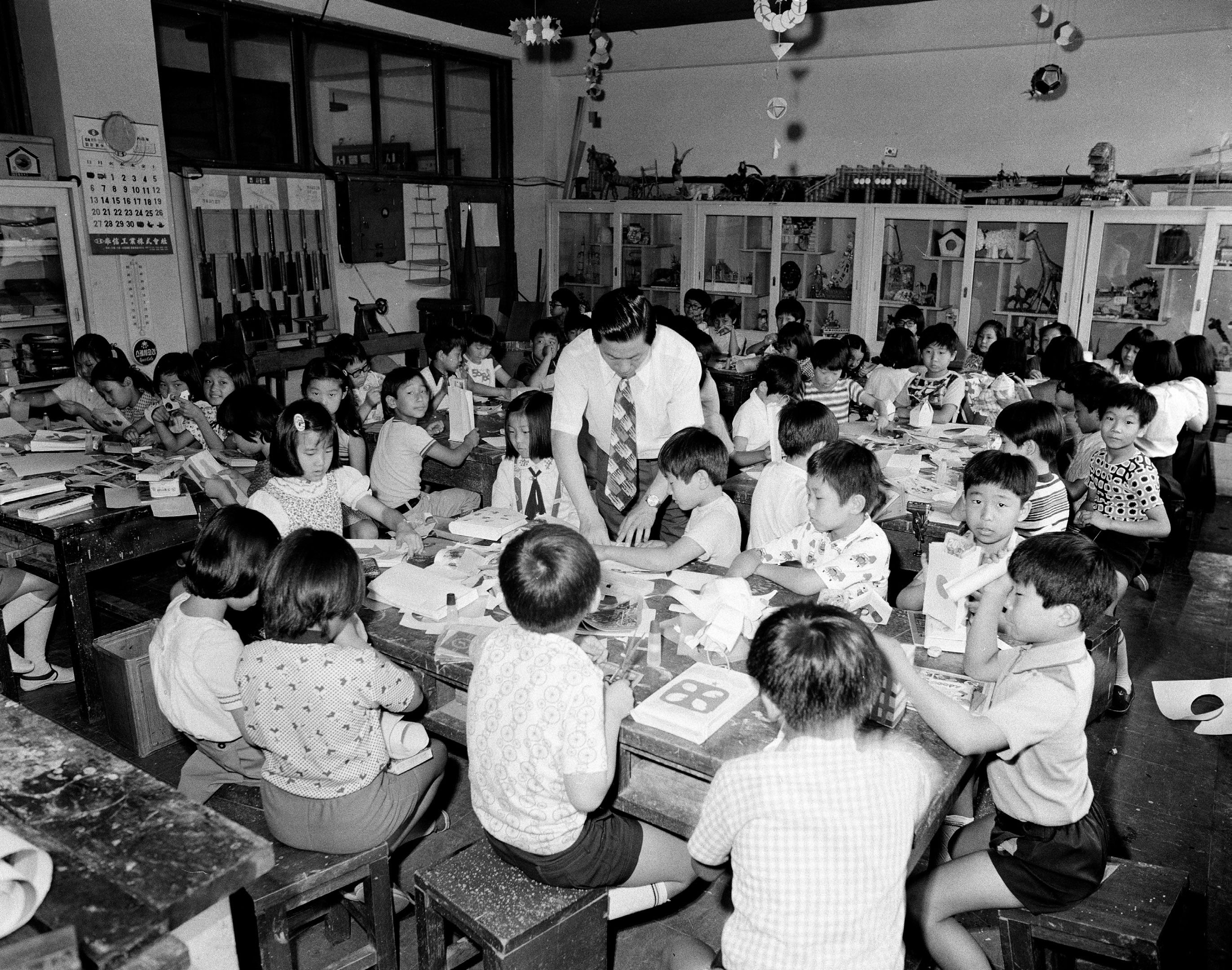
1976년 경복초등학교 교실의 수업 광경(당시에는 국민학교라는 명칭을 사용했었음)

### 역사
한국의 초등학교 역사는 초등수준의 교육기관이라는 넓은 관점에서 보면 고구려의 경당(扃堂), 고려·조선시대의 서당(書堂) 등에 시초를 둔다 할 수 있다. 그러나 최초의 근대적인 초등 학교제도가 도입된 것은 갑오경장 이후로, 1883년 원산학당을 시작으로 1895년 대한제국의 "소학교령" 공포 이래 서울의 수하동소학교(水下洞小學校)·장동소학교(壯洞小學校)·정동소학교(貞洞小學校)·재동소학교(齋洞小學校) 등이 설립되었다.
일본에 국권을 빼앗긴 이후 소학교의 명칭은 1906년 8월 27일 공포된 '보통학교령'에 따라 보통학교(普通學校)로 변경되었으며, 한일합병 이후에도 그대로 계승되어 일본 학제를 따른 일본인들의 '소학교'(小學校)와 구분되었다. 그러다 1938년 제3차 조선교육령에 따라 보통학교 제도가 폐지되고 본래 일본인 소학교를 일컫는 명칭이던 심상소학교(尋常小學校)로 모두 바뀌었다.
곧 1941년 3월 31일 쇼와 천황의 칙령 국민학교령에 따라 심상소학교는 모두 국민학교(國民學校) 초등과로 통합되었다. 국민학교라는 명칭은 8·15 광복 이후에도 계속 사용되어 오다가 1996년 김영삼 정부가 민족정기 회복 차원에서 초등학교로 개칭하여 오늘날에 이른다.

### 기타
초중등교육법에는 해당 학년 또는 전체 초등교육을 마치지 않고 바로 다음 학년으로 진급하거나 중고등학교로 진학할 수 있는 제도가 있다. 그러나 대상 학생이 어릴 경우에는 예체능 수업은 해당 나이에 맞는 학교에서 일부 진행하고 있다.
초등학교 이외에 초등교육 대상 시기를 지난 초등교육을 받지 못한 사람에 한해 3년제의 공민학교를 설립할 수 있도록 되어 있다. 공민학교의 경우에는 국어, 기초 수학 등을 수업하며, 학교 건물이 따로 필요하지 않고 마을회관 등 공공장소의 개방된 공간이라면 대부분 수업이 가능하다.

## 그 밖의 나라의 초등학교

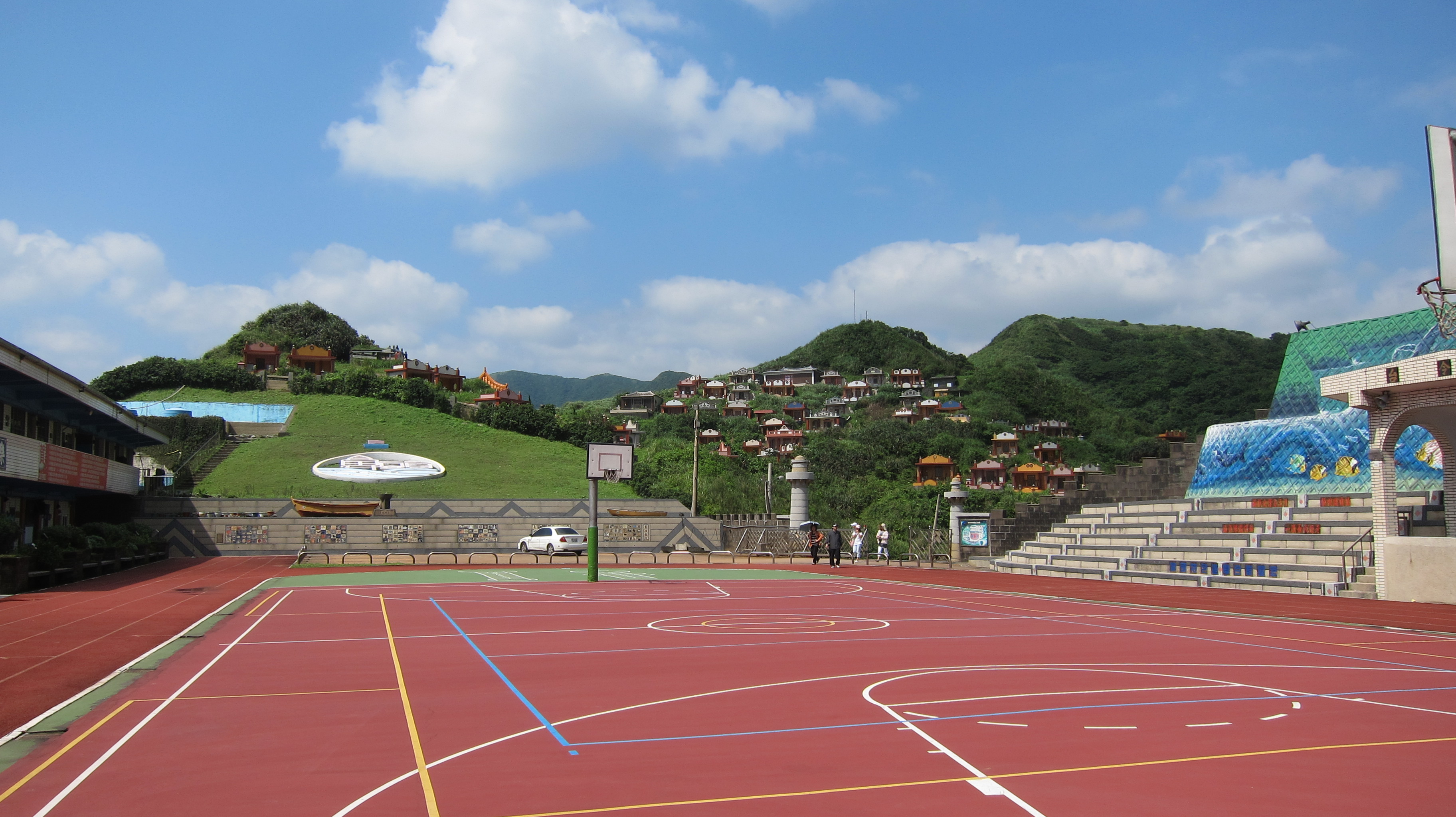
중화민국 초등학교의 농구장

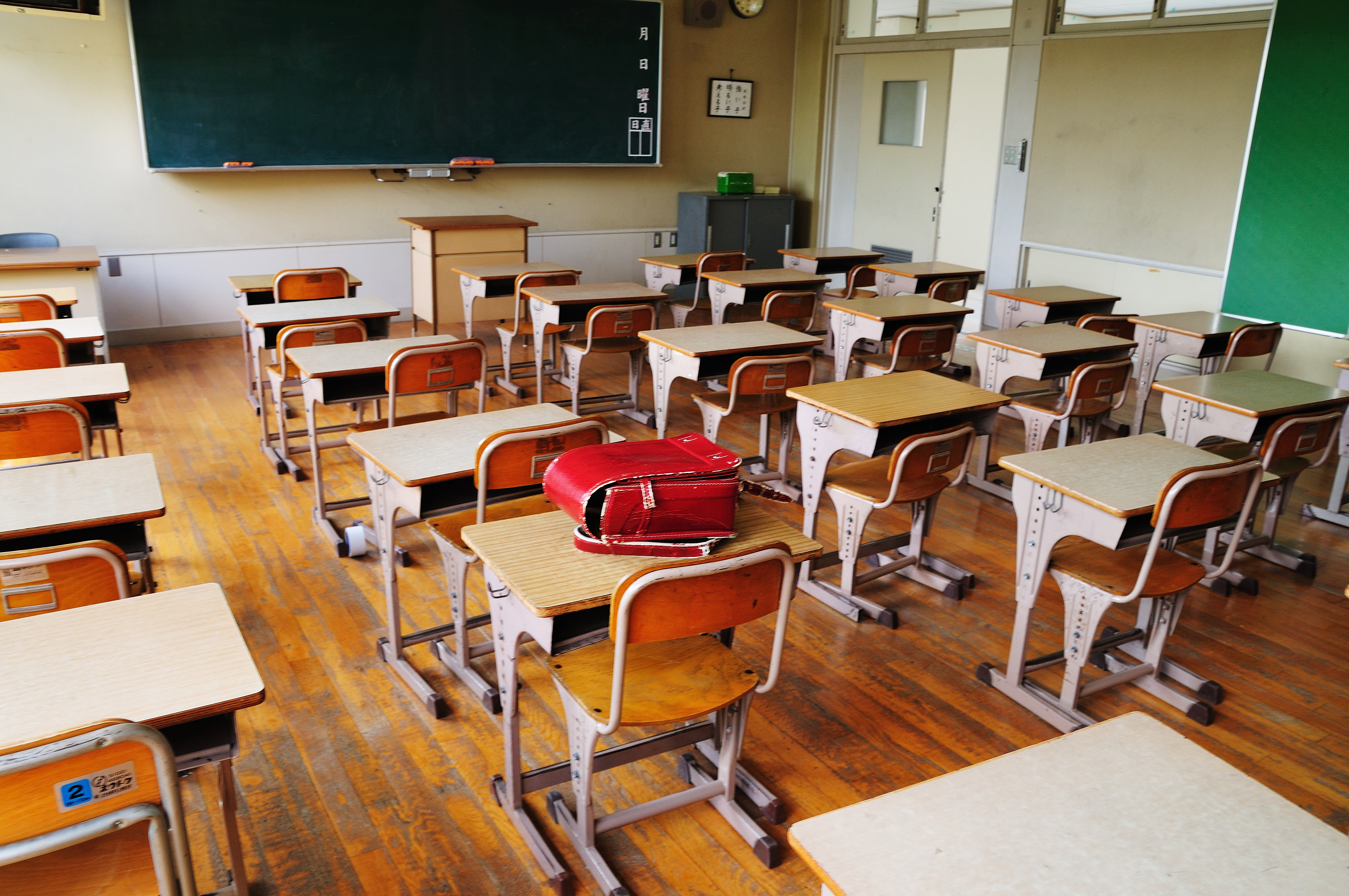
일본의 초등학교의 교실

### 학년제(의무 교육기간,OECD,EU,NATO회원국 기준)
국가별로 5~12학년제인데, 나라마다 약간씩 차이가 있다(대학 제외).
| 국가                                                                             | 학년제        | 의무교육과정(입학연령)                                                                                | 비고 |
| -------------------------------------------------------------------------------- | ------------- | --- | --- |
| 네덜란드                                                                         | 2-6-4(6)      | 유아2년(4~5) - 초등6년(6~12) - 중등교육학교4~6년(12~16(18))                                           | 초등학교를 졸업하는 8년차에 중고등학교 입학시험 시토(CITO)를 치르고 나서 진학하게 될 중고등학교를 정하게 된다. |
| 노르웨이                                                                         | 7-3-3(4)      | Barneskole 7년(1년 적응기간이 있음) - Ungdomsskole 8~10학년. 총 10년 - 고등학교 3(4)                  | Barneskole(반스콜) 7년(초등학교), Ungdomsskole(웅돔스콜레) 8~10학년(중학교). 고등학교의 경우 인문계는 3년, 직업고등학교는 4년(2년 이론, 2년 실습) 과정으로 되어 있음.                                                         |
| 뉴질랜드                                                                         | 6-2-5         | 프리메리스쿨 6(7) - 인터미디어트스쿨(중학교) 2(13). 의무 - 하이스쿨(고등학교) 5(15)                   | 초등학교는 Primary(프리메리), 중학교는 Intermediate(인터미디어트), 고등학교는 Higi(하이)로 지칭한다 |
| 대만, 덴마크, 마카오, 멕시코, 스웨덴, 아일랜드, 일본, 중화인민공화국, 태국, 홍콩 | 6-3-3         | 초등학교 6(7)-중학교 3(13). 총 9년-고등학교 3(16)                                                     | 대한민국하고 같은 6-3-3학년제, 중국 일부지역은 5-4-3학년제 멕시코는 8월~12월까지가 1학기, 이듬해 1월~7월까지가 2학기로 다른 나라하고 차이가 있다(초등학교하고 중학교는 의무교육 과정).                                        |
| 폴란드                                                                           | 8-4-3         | 초등학교 8(7)-중학교 4(15). 총 12년-고등학교 3(19)                                                    | 2017년 교육제도 개혁으로 인해 8-4-3학년제로 개편(9월 학기제). |
| 독일                                                                             | 4-8           | 4(6)-5(10)                                                                                            | 만 6세에 Grundschule(초등학교) 4년, 중고등학교 8년(김나지움, 하우프트슐레, 레알슐레, 중 한가지를 선택해야 함). 기본 의무교육 기간은 9년으로, 만 10~18세까지는 직업교육 의무기간임.                                            |
| 러시아                                                                           | 3(4)-5-2(3)   | 초등학교 3(4) - 중학교 5 - 고등학교 2(3). 총 11년                                                     | |
| 미국 캐나다                                                                      | 6-3-3 & 8-4   | 초등학교 6 - 중학교 3 - 고등학교 3. 초중학교 8 - 고등학교 4                                           | 연방정부에 따라 약간씩 차이가 있기는 하지만, 캘리포니아주 등 대부분의 주에서는 5-3-4학년제(초등학교 5년, 중학교 3년, 고등학교 4년). 초중학교 8년, 고등학교 4년. 총 12년 등 주 별로 약간씩 차이가 있긴 하지만, 모두 12년 과정. |
| 베트남                                                                           | 5-4-3         | (장소학)초등학교 5 - (기초중학)중학교 4. 총 9년 - (보통중학)고등학교 3년                              | |
| 브라질                                                                           | 5-4-3         | 초등 5년(6~7세) - 중등 4년. 총 9년 - 고등 3년.                                                        | |
| 스위스                                                                           | 6-3-3         | 프리메리 스쿨(초등학교) 6(6) - 로어 세컨더리(중학교) 3(12) - 어퓨터 세컨더리(고등학교) 3(15)          | 〈〈만 7세에 Primary School Lever 1~6(한국의 초등학교 1~6학년) - 만 13세에 Lower Secondary Lever 1~3(한국의 중학교 1~3학년). 총 9년〉〉 - 만 16세에 Upper Secondary Lever 1~3(한국의 고등학교 1~3학년)                        |
| 스페인                                                                           | 6-4-2         | Primaria School(초등학교) 1~6(6) ~ Secundaria(중학교) 1~4(13). 총 10년 - Secundaria(고등학교) 1~2(17) | |
| 싱가포르                                                                         | 6-4-2         | 초등학교 6 - 중학교 4. 총 10년 - 고등학교 2                                                           | |
| 아르헨티나                                                                       | 2-6(7)-6(5)   | 유치원 2 - 초등학교 6(7), 중고등학교 5(6). 총 13년                                                    | |
| 아이슬란드                                                                       | 6-3-4         | 초등학교 6(6)-중학교 3(12). 총 9년 - 고등학교 4(15)                                                   | |
| 영국                                                                             | 6-5-2         | 초등학교 6(7) - 중학교 5(13). 총 11년 - 고등학교 2(16)                                                | 스코틀랜드는 7-4-2 학년제 |
| 오스트레일리아                                                                   | 6-4-2 & 7-3-2 | 초등학교 6(7) - 중학교 4(13). 총 10년 - 고등학교 2(17)                                                | 연방정부에 따라 약간씩 차이가 있기는 하지만, 6-4-2 또는 7-3-2학년제 |
| 이탈리아                                                                         | 5-3-5         | 초등학교 5(6) - 중학교 3(11). 총 8년 - 고등학교 5(14)                                                 | |
| 조선민주주의인민공화국                                                           | 1-4-6         | 유치원 1(5)-인민학교 4(6)-고등중학교 6(10). 총 11년                                                   | |
| 체코                                                                             | 9-4           | 초중학교 9년(의무) - 고등학교 4년                                                                     | 초등학교하고 중학교 과정이 통합되어 있는 9년제 |
| 캐나다 온타리오주 칠레                                                           | 8-4           | 초중학교 8(의무) - 고등학교 4                                                                         | 캐나다의 B.C.주는 7-5학년제 |
| 프랑스                                                                           | 5-4-3         | 초등학교 5(6)-중학교 4(11). 총 9년 - 고등학교 3(15)                                                   | |
| 핀란드                                                                           | 1-9(10)-3     | 유치원 1(6) - 페르스코울루(7) - 고등학교 3(13, 14)                                                    | 7살에 '페루스코울루'에 입학(대한민국의 초등학교(1~6학년)+중학교(7~9학년) 과정이 통합되어 있는 총 9년 과정이며, 10학년은 선택사항임. 10학년 과정을 거치고 나면 대학 진학에 용이함                                              |

### 소학교
소학교(小學校)는 조선민주주의인민공화국, 일본, 중화인민공화국, 중화민국, 베트남 등에서 초등학교를 가리키는 말이다. 그래서 대한민국에서는 유일하게 초등학교를 소학교라 지칭하지 않는 동아시아의 국가가 되었다. 대부분 대한민국의 초등학교와 마찬가지로 소학교를 마치면 중학교로 넘어간다.

## 초등학교 진로교육의 새로운 패러다임
초등학교 진로교육에 대한 관심이 증대되고 관련 정책 및 활동이 확대되고 있는 현 상황에서 초등학교 진로교육의 패러다임과 현재의 초등학교 진로교육 실태를 고찰하여 초등학교 진로교육이 가진 문제점과 과제를 살펴보고자 실시하였다. 연구를 통해 도출된 초등학교 진로교육의 과제는
- 첫째, 초등학교 진로교육에 학생들의 요구를 반영하고 학생들의 진로발달에 도움이 되는지 충분히 분석하는 노력이 필요하다.
- 둘째, 진로교육 전담교사의 전문성 제고를 위한 양성 및 훈련이 필요하다.
- 셋째, 체험과 실천 중심의 교육과정을 운영할 필요가 있다.
- 넷째, 정확하고 신뢰성있는 진로정보를 생성 및 보급해야 한다.
- 다섯째, 양질의 진로교육 운영을 위한 기준을 마련해야 한다.
- 여섯째, 기관간 수평적․수직적 연계 체제 구축할 필요가 있다.
- 일곱째, 법적·제도적 지원체제를 정비해야 한다.
- 여덟째, 진로교육을 다양한 교과를 통해서도 가능하도록 하기위한 노력이 필요하다.

## 교육 내용
초등학교 교육은 학습하고 일상생활에 필요한 기초 능력, 기본 생활 습관, 바른 가치관하고 인성 함양에 중점을 둔다.
1교시 당 수업은 40분이며 10분 동안의 휴식 시간이 주어진다.
| 내용      | 1~2학년(초등학교 적응 단계) | 3학년 이후(본격적으로 공부를 시작하는 단계)                                                                                              |
| --------- | --- | --- |
| 과목      | - 국어 - 수학 - 바른 생활(도덕, 사회). - 슬기로운 생활(과학). - 안전한 생활 : 일상에서 안전한 생활하기. - 즐거운 생활(음악, 미술, 체육) 등 기초 능력 & 기본 생활습관 같은 것을 중점으로 배우고 익힌다. | - 국어, 사회, 도덕, 수학, 과학, 체육, 음악, 미술 등으로 과목이 세분화. - 실과, 영어 과목이 추가로 신설. - 안전한 생활은 체육으로 통폐합. |
| 교실 위치 | 대부분 저층부(1~2층)에 위치. | 상층부(3층 이상)에 위치. |
| 반장 선거 | 없음. | 학급별로 반장하고 부반장을 투표로 선출.                                                                                                  |
| 수업 시간 | 최대 5교시. | 최대 7교시. |
| 시험      | 사지선다(한 문제당 네 개의 문항 가운데 한 개의 정답을 찍는 방식으로, 25% 확률) 방식으로 출제. | 오지선다(한 문제당 다섯 문항 가운데 한 개의 정답을 찍는 방식으로, 20% 확률) 방식으로 변경.                                               |
| 특별 수업 | 운동장, 강당, 체육관 같은 곳에서만 한다. | 특별 교실(컴퓨터실, 어학실, 미술실, 과학실 등)로의 이동이 많다.                                                                          |
| 특별활동  | 시행하지 않음. | 각 학년, 학급별로 시행. |
| 하루 일과 | 2시 이전에 모두 끝난다. | 최대 3시 30분까지 늘어난다(4시 이전에는 모두 끝남).                                                                                      |

2024 현재 초등학교는 교내 중간, 기말고사는 폐지되었으며, 초등학교 저학년의 경우 받아쓰기도 교육부에서 폐지시킨 상태다. 
수행 평가는 있긴 하지만 도달, 미도달 등으로 기재하고, 학교에서 아이들에게 되도록 좋은 내용만을 적도록 지시하고 있어 학부모가 자녀의 교육도달수준을 알 수가 없는 실정이다. 
공식적인 교내 시험이 없어 근래 임용된 초등 교사는 시험문제를 출제한 적도 없는 것이 다수이며 담임 교사도 반 학생들 교육 도달 수준을 정확히 모를 뿐더러, 교사별 반별 교육 수준 차이도 알 방도가 없다. 
단원평가는 있는 경우가 많으나 아이스크림몰 등 기타 학습지 앱과 자료에서 프린트한 검증이 부족한 자료로 치는 경우가 많고 그조차 담임 교사의 재량으로 이루어기 때문에 반별 학업정도를 알기는 매우 어려운 실정이다. 
| 과목(부과목)            | 1~2학년 과목 | 3~6학년 주요 학습 내용 |
| ----------------------- | --- | --- |
| 국어                    | 국어 : 국어 가, 나·국어활동. 수학 : 수학익힘. 1학기 통합교과 : 봄, 여름. 2학기 통합교과 : 가을, 겨울. 안전한 생활 : 일상에서 안전한 생활 익히기. | 듣기, 말하기, 읽기, 쓰기, 문장 외우고 익히기, 문법, 문학                                                                                |
| 과학(실험 관찰)         | 국어 : 국어 가, 나·국어활동. 수학 : 수학익힘. 1학기 통합교과 : 봄, 여름. 2학기 통합교과 : 가을, 겨울. 안전한 생활 : 일상에서 안전한 생활 익히기. | 실험 관찰, 운동과 에너지, 물질, 생명, 지구&우주.                                                                                        |
| 도덕                    | 국어 : 국어 가, 나·국어활동. 수학 : 수학익힘. 1학기 통합교과 : 봄, 여름. 2학기 통합교과 : 가을, 겨울. 안전한 생활 : 일상에서 안전한 생활 익히기. | 자신 및 타인과의 관계, 사회ㆍ공동체와의 관계, 자연·초월과의 관계.                                                                       |
| 미술                    | 국어 : 국어 가, 나·국어활동. 수학 : 수학익힘. 1학기 통합교과 : 봄, 여름. 2학기 통합교과 : 가을, 겨울. 안전한 생활 : 일상에서 안전한 생활 익히기. | 감상, 체험, 표현. |
| 사회(사회과 부도)       | 국어 : 국어 가, 나·국어활동. 수학 : 수학익힘. 1학기 통합교과 : 봄, 여름. 2학기 통합교과 : 가을, 겨울. 안전한 생활 : 일상에서 안전한 생활 익히기. | 지리, 일반사회, 역사. |
| 수학(수학 익힘ㆍ셈하기) | 국어 : 국어 가, 나·국어활동. 수학 : 수학익힘. 1학기 통합교과 : 봄, 여름. 2학기 통합교과 : 가을, 겨울. 안전한 생활 : 일상에서 안전한 생활 익히기. | 수와 연산, 도형, 측정, 규칙성, 통계, 그래프, 자료와 가능성.                                                                             |
| 실과                    | 국어 : 국어 가, 나·국어활동. 수학 : 수학익힘. 1학기 통합교과 : 봄, 여름. 2학기 통합교과 : 가을, 겨울. 안전한 생활 : 일상에서 안전한 생활 익히기. | 의식주, 옷의 올바른 착용방법, 음식 만들기, 건강한 식생활, 가정 생활, 가전제품 다루기, 바느질의 기초, 기술&직업의 세계, 반려동물 기르기. |
| 음악                    | 국어 : 국어 가, 나·국어활동. 수학 : 수학익힘. 1학기 통합교과 : 봄, 여름. 2학기 통합교과 : 가을, 겨울. 안전한 생활 : 일상에서 안전한 생활 익히기. | 음의 표현, 생활화, 감상. |
| 체육                    | 국어 : 국어 가, 나·국어활동. 수학 : 수학익힘. 1학기 통합교과 : 봄, 여름. 2학기 통합교과 : 가을, 겨울. 안전한 생활 : 일상에서 안전한 생활 익히기. | 건강, 경쟁, 생활 안전, 도전, 표현 |
| 영어                    | 국어 : 국어 가, 나·국어활동. 수학 : 수학익힘. 1학기 통합교과 : 봄, 여름. 2학기 통합교과 : 가을, 겨울. 안전한 생활 : 일상에서 안전한 생활 익히기. | 듣기, 말하기, 읽기, 쓰기, 문장 외우고 익히기 (국어 수업 방식하고 동일)                                                                  |

## 수업 시간(24시제 기준)
9시 10분부터 1교시 수업을 시작하는 만큼 1교시 수업 시작 10분 전 까지는 등교를 마쳐야 한다.
| 교시 | 시작  | 종료  | 비고                                                         |
| ---- | ----- | ----- | ------------------------------------------------------------ |
| 1    | 09:10 | 09:50 |                                                              |
| 휴식 | 09:50 | 10:00 |                                                              |
| 2    | 10:00 | 10:40 |                                                              |
| 휴식 | 10:40 | 10:50 |                                                              |
| 3    | 10:50 | 11:30 |                                                              |
| 휴식 | 11:30 | 11:40 |                                                              |
| 4    | 11:40 | 12:20 |                                                              |
| 점심 | 12:20 | 13:10 | 학교마다 약간씩 차이가 있기는 하지만, 대략 50분~1시간 정도임 |
| 5    | 13:10 | 13:50 |                                                              |
| 휴식 | 13:50 | 14:00 |                                                              |
| 6    | 14:00 | 14:40 |                                                              |
| 휴식 | 14:40 | 14:50 |                                                              |
| 7    | 14:50 | 15:30 |                                                              |

## 창의적 체험활동
창의적 체험활동은 교과 이외의 활동으로서 자율/자치 활동, 동아리 활동, 진로 활동의 세 영역으로 구성되며, 학교는 영역과 활동을 토대로 학교급과 학년(군) 및 학생 개개인의 특성에 따른 교육적 요구를 고려하여 활동을 영역별로 제시하거나 영역 통합적인 활동, 교과와 연계한 활동 등을 창의적으로 편성/운영할 수 있다. 초등학교 창의적 체험활동의 영역과 활동은 다음과 같다.
| 영역           | 활동                   | 교육의 중점                                                         |
| -------------- | ---------------------- | ------------------------------------------------------------------- |
| 자율/자치 활동 | 자율활동               | • 주제 탐구 활동 • 적응 및 개척 활동 • 프로젝트형 봉사활동          |
| 자율/자치 활동 | 자치활동               | • 기본생활습관 형성 활동 • 관계 형성 및 소통 활동 • 공동체 자치활동 |
| 동아리 활동    | 학술/문화 및 여가 활동 | • 학술 동아리 • 예술 동아리 • 스포츠 동아리 • 놀이 동아리           |
| 동아리 활동    | 봉사활동               | • 교내 봉사활동 • 지역 사회 봉사활동 • 청소년 단체 활동             |
| 진로 활동      | 진로 탐색 활동         | • 자아탐색 활동 • 진로 이해 활동 • 직업 이해 활동 • 정보 탐색 활동  |
| 진로 활동      | 진로 설계 및 실천 활동 | • 진로 준비 활동 • 진로계획 활동 • 진로체험 활동                    |

## 입학준비
어린이가 유치원을 졸업하고 나서 초등학생으로 첫 걸음마를 떼는 것은 당사자 뿐만 아니라 학부모로서도 매우 기쁜 일이기도 하지만 한편으로는 걱정스러운 일도 아닐 수가 없다.
이제 부모님의 품을 떠나 사회의 어엿한 구성원으로 성장한 만큼 학부모들은 아이들이 기쁘고 즐거운 마음으로 학교 생활에 적응이 가능하도록 유치원 졸업 전부터 가정에서부터 미리 격려하고 준비해야 한다.
- 옷(복장)
  - 학교생활에 불편하지 않도록 비싸고 화려한 옷 보다는 간편하고 활동적인 옷을 입혀 등교를 시킨다.
  - 체육복은 학교 앞 문구점에서 구입이 가능하다.
- 가방
  - 가방은 등에 멜 수 있으며 너무 크지 않은 것으로 준비한다.
  - 무늬가 복잡하거나 잠시 유행하는 캐릭터 가방보다는 단순하면서도 내구성이 뛰어난 깔끔한 가방을 준비하는 것이 좋다.
  - 캐릭터 가방은 저학년(1~2학년) 때에만 사용하는 것이 좋다.

- 연필, 지우개, 필통
  - 필통은 복잡하지 않은 간단한 것이 좋으며, 게임기, 피아노, 계산기 등이 달려있는 필통은 정신이 산만해 질 수 있으므로 피해야 한다.
  - 학년 초에는 2B연필(진한 심)을 쓰는 것이 좋으며,(HB 기본심도 된다.)  두세 자루 정도 미리 준비하고 지우개는 1개만 준비하면 된다
  - 칼은 위험하므로 휴대 금지.
  - 샤프펜슬은 중학년(3학년 이상)부터 사용하는 것이 좋다.

- 공책
  - 저학년(1~2학년)용으로 준비한다.
  - 책하고 공책에는 본인의 이름을 반드시 적어야 한다(가방, 소지품 포함).
  - 알림장, 종합장은 미리 준비한다.
  - 다른 종류의 공책은 담임선생님의 브리핑을 듣고 나서 준비하는 것이 좋다(예 : 받아쓰기 공책, 알림장, 종합장 등)

- 크레파스 & 색연필
  - 1학년에게는 열두 색 정도가 적당하다.

- 신발주머니 & 실내화
  - 신발주머니는 운동화가 들어갈 정도의 크기가 적당하다.
  - 실내화는 흰색, 분홍색, 밝은 하늘색 등 다양한 종류가 있다.
  - 걷기가 불편하거나 너무 큰 실내화는 피해야 하며, 학교 앞 문구점이나 마트, 인터넷 쇼핑몰에서 구입할 수 있다(단, 실내화를 사물함에 넣고 다니는 경우에는 신발주머니가 필요없다).

## 같이 보기
- 대한민국의 초등학교
- 공민학교
- 고등학교
- 중학교
- 대학교